# Cydnus meunieri
Espèce
Cydnus meunieri est une espèce fossile d'insectes hétéroptères (les punaises) de la famille des Cydnidae et de la sous-famille des Cydninae.

## Classification
L'espèce Cydnus meunieri est décrite en 1937 par le paléontologue français Nicolas Théobald (1903-1981) dans sa thèse,. 

### Famille
En 1937, cette espèce est classée dans la famille des Pentatomidae.

### Fossiles
L'holotype, de l'ère Cénozoïque et de l'époque Oligocène (33,9 à 23,03 Ma), vient d'Aix-en-Provence.
Elle est identique au Cydnus pygmaeus Förster, décrit à Brunstatt. La collection Mieg de Kleinkems en referme aussi six exemplaires .

### Étymologie
L'épithète spécifique meunieri honore le paléo-entomologiste belge Fernand Meunier (1868-1926).

## Description

### Caractères
La diagnose de Nicolas Théobald en 1937, : 

« F. Meunier rapporte un échantillon venant d'Aix à Cydnopsis Pygmaea Heer. Cette identification ne peut être maintenue ; en effet, la figure de Meunier montre nettement que le pronotum présente un sillon transversal. Ce dernier n'a pas été signalé par Heer. Il est peut-être douteux que l'échantillon d'Oeningen, ayant servi à Heer pour établir l'espèce Cydnopsis pygmaea, appartienne au g. Cydnus. Mais cela nous semble bien être le cas en ce qui concerne le Pentatomidae d'Aix, figuré par F. Meunier (v. plus haut, p. 247).
Nous rapportons à cette même espèce un échantillon de la collection de M. Cuénot à l'Institut de Zoologie de Nancy (L. tot = 4,5 mm) et le n° Am139 de la coll. du Museum de Paris.
Le type de l'espèce est la fig. 4 du travail de F. Meunier. ».

### Dimensions
La longueur totale est de 4,5 mm.

## Biologie
« Le g. Cydnus est cosmopolite. ».

## Galerie
- Cydnus aterrimus - différentes vues.

### Publication originale
- [1937] Nicolas Théobald, « Les insectes fossiles des terrains oligocènes de France 473 p., 17 fig., 7 cartes,13 tables, 29 planches hors texte », Bulletin Mensuel de la Société des Sciences de Nancy et Mémoires de la Société des sciences de Nancy, Imprimerie G. Thomas,‎ 1937, p. 1-473 (ISSN 1155-1119 et 2263-6439, OCLC 786027547). .